# Казале Еторе (Витербо)
Казале Еторе је насеље у Италији у округу Витербо, региону Лацио.
Према процени из 2011. у насељу је живело 42 становника. Насеље се налази на надморској висини од 144 м.